# El Macano (Panamá)
El Macano é um corregimento no distrito de Guararé, Província de Los Santos, Panamá, com uma população de 281 a partir de 2010. A sua população em 1990 foi de 339, a sua população a partir de 2000 era 242.